# Timul (Tahdziú)
Timul es una localidad del municipio de Tahdziú, estado de Yucatán, en México. 

## Toponimia
El nombre (Timul) proviene del idioma maya.

## Demografía
Según el censo de 2005 realizado por el INEGI, la población de la localidad era de 451 habitantes, de los cuales 239 eran hombres y 212 eran mujeres.
| 33                          | 43 | 142 | 225 | 280 | 451 |
| (Fuente: INEGI [Consultar]) |    |     |     |     |     |